# Munto
Munto è un OAV in due episodi prodotto da Kyoto Animation, il primo uscito nel 2003 intitolato semplicemente Munto e il secondo nel 2005 dal titolo Munto - Toki no kabe o koete (MUNTO 時の壁をこえて?).
Dall'OAV è stata tratta una serie televisiva anime, intitolata Sora o miageru shōjo no hitomi ni utsuru sekai e diretta da Yoshiji Kigami. La serie, remake in nove episodi e continuazione degli OAV, è andata in onda in Giappone tra gennaio e marzo 2009 su Chiba TV e include una versione director's cut degli OAV con nuove scene e animazioni. Nel 2009 la serie è stata adattata in un manga, illustrato da Makoto 2-gō e serializzato nella rivista Comp Ace, edita da Kadokawa Shoten.
Il 18 aprile 2009 è uscito un film d'animazione intitolato Tenjōbito to akutobito saigo no tatakai (天上人とアクト人 最後の戦い?).

## Trama
In un lontano passato, quando il mondo dei Cieli non esisteva, gli umani erano una prospera civiltà. Un giorno, esseri di origini sconosciute caddero dal cielo e finirono nel mondo degli umani. Gli esseri potevano controllare un potere chiamato Akuto, o emozioni umane. Potevano trasformare lo spirito umano in un potere o in un oggetto fisico. Questi esseri, ossessionati dai loro poteri, distrussero la civiltà umana in pochi giorni, ma non sapevano che furono proprio gli umani a creare l'Akuto e che quindi uccisero la fonte stessa del loro potere. Scoprirono quindi degli universi alternativi da cui poter attingere più Akuto, che usarono per creare il proprio impero nei cieli sopra gli umani.
I leader dei Cieli divennero presto corrotti a causa della quantità illimitata di Akuto e i Cieli iniziarono a precipitare nel caos. Gli stessi umani sconfitti la prima volta lanciarono un attacco contro i Cieli e sconfissero gli Esseri Celesti. Durante la battaglia, i leader dei Cieli decisero di interrompere la fornitura di Akuto, preferendo abbandonare la Terra piuttosto che essere uccisi dagli umani ribelli. Si sigillarono in una dimensione parallela, ma così facendo i pilastri che collegavano la Terra al Cielo caddero dal cielo, causando una distruzione di massa e la perdita di contatto tra i due mondi. Da quel giorno in poi, gli Esseri Celesti considerarono il collegamento tra le due dimensioni un tabù e nominarono un guardiano per custodire questo collegamento per assicurarsi che non fosse mai più ripristinato.
Al giorno d'oggi, i Cieli sono nel caos a causa della mancanza di Akuto e i regni si cui sono composti sono in guerra tra loro. Il Regno Magico è accusato di aver utilizzato maggiormente l'Akuto e gli altri regni cercano di distruggere il Regno Magico nella speranza di preservare quel poco che è rimasto dell'Akuto. Se i Cieli venissero distrutti a causa della mancanza di Akuto, le isole fluttuanti nel cielo cadrebbero sulla Terra e il Cielo e la civiltà umana perirebbero. Il Regno Magico è guidato dal re Munto, che crede che l'unico modo per salvare i Cieli dalla distruzione sia cercare Yumemi Hidaka, che detiene la chiave per riportare l'Akuto nei Cieli.

## Personaggi

### Personaggi terrestri
Yumemi Hidaka (日高 ユメミ?, Hidaka Yumemi)
Doppiato da: Haruna Mima (OAV), Mai Aizawa (TV)
Yumemi è inizialmente l'unica persona che può vedere le "isole fluttuanti nel cielo". All'età di 5 anni aveva paura delle sue capacità perché la rendeva diversa dagli altri e la maggior parte delle persone non credeva a ciò che vedeva. Per questo motivo teneva tutto per sé e usa un ombrello rosa per non vedere il cielo. Durante il secondo OAV diventa più sicura di sé e comincia ad accettare il suo dono, ma, a causa del suo legame speciale con Munto, è costantemente perseguitata dalle immagini del suo passato. Offre il suo aiuto a Munto e, man mano che cresce, sviluppa dei sentimenti verso di lui.
Ichiko Ono (小野 以知子?, Ono Ichiko)
Doppiato da: Kayoko Satoi (OAV), Kaori Shimizu (OAV II), Chika Horikawa (TV)
Compagna di classe e amica d'infanzia di Yumemi. Aveva sempre desiderato vedere le isole nel cielo di cui parlava Yumemi, che inizia a usare l'ombrello proprio a seguito di uno sfogo di Ichiko. Ichiko si preoccupa quando lo sguardo di Yumemi torna al cielo dopo il primo OAV, temendo che l'"uomo rosso" potesse portare via Yumemi da qualche parte dove non poteva più proteggerla.
Suzume Imamura (今村 涼芽?, Inamura Suzume)
Doppiato da: Ayano Sasaki (OAV I), Rie Kugimiya (OAV II), Hiromi Konno (TV)
Compagna di classe e amica d'infanzia di Yumemi. Sebbene sia una ragazza pacata e infantile, spesso sorprende gli altri con la sua saggezza. È più comprensiva quando Yumemi afferma di dover andare da Munto per aiutarlo nel secondo OAV, e aiuta a convincere Ichiko che tutto sarebbe andato per il meglio. Ha un ragazzo di nome Kazuya, che ama e "sposa".
Kazuya Takamori (高森 和也?, Takamori Kazuya)
Doppiato da: Shōgo Matsui (OAV), Shinya Takahashi (TV)
Il ragazzo di Suzume. Cresciuto con genitori assenti, Kazuya è un tipo talmente solitario che, sentendosi inutile, contempla il suicidio. Quando tenta di annegarsi, Suzume lo ferma e lo aiuta ad apprezzare la vita. Si prende cura di Suzume e passa molto tempo con lei. "Sposa" Suzume attraversando un fiume, per simboleggiare la loro volontà di affrontare qualsiasi ostacolo nella loro relazione.
Takashi Tobe (貴志?, Takashi)
Doppiato da Hiro Shimono (OAV), Kaoru Mizuhara (TV)
Compagno di classe di Yumemi, Ichiko e Suzume, Takashi fa il suo debutto nel secondo OAV. Poiché spesso ascolta Ichiko e dimostra di ammirarla in più occasioni, è implicito che abbia una cotta per lei, ma Ichiko sembra non accorgersene. La casa dei suoi genitori è un santuario e, durante il secondo OAV, Yumemi, Ichiko e Suzume vi lavorano part-time.
Shigeru Hidaka (日高 茂?, Hidaka Shigeru)
Doppiato da: Masafumi Kimura (OAV II), Hirokazu Hiramatsu (TV)
Il padre di Yumemi. Lavora per un'industria pubblicitaria e di solito rientra a casa tardi. Non si innervosisce facilmente, il che porta un senso di sicurezza alla sua famiglia. È molto legato alla moglie.
Nozomi Hidaka (日高 望?, Hidaka Nozomi)
Doppiato da: Kinako Kuri (OAV), Asuka Tanii (OAV II), Kikuko Inoue (TV)
Una casalinga e la madre di Yumemi. A volte è severa nei confronti di sua figlia, ma con buone intenzioni. Quando il mondo celeste diviene visibile all'inizio dell'estate, l'incidente induce Nozomi a ripensare al suo passato. Il suo rapporto con il marito è molto forte.
Chikara Hidaka (日高 力?, Hidaka Chikara)
Doppiato da: Mami Hamada (OAV), Aya Uchida (TV)
Il fratello di otto anni di Yumemi. Anche se un po' capriccioso, è un bambino brillante che ama i videogiochi e il popolare programma di animazione televisivo "Ultra-Montaro".

### Personaggi celesti
Munto (ムント?)
Doppiato da Mazakazu Higo (OAV), Daisuke Ono (TV)
Sovrano del Regno Magico. Cade deliberatamente nel mondo inferiore nel disperato tentativo di contattare Yumemi e salvare la sua gente e il mondo celeste. Nel secondo OAV, quando Yumemi vede il suo passato, anch'egli vede quello della ragazza, anche se involontariamente e inconsciamente. È implicito che provi dei sentimenti per Yumemi perché le dice che è l'unica che vuole proteggere. È esitante nel cercare il suo aiuto, perché teme che lei scompaia. Alla fine Munto si convince a fidarsi di lei e i suoi sentimenti nei suoi confronti iniziano a crescere.
Ryuely (リュエリ?, Ryueri)
Doppiato da: Norie Sawai (OAV), Ryōko Tanaka (TV)
Una profetessa sotto la supervisione di Munto che ha il dono della lungimiranza. Sacrifica la propria vista per aiutare Munto a trovare la strada per ripristinare Akuto e monitora il suo viaggio dai Cieli. Ha grande fede e rispetto per Munto.
Gass (ガス?, Gasu)
Doppiato da Yoshinori Shima (OAV), Tetsu Inada (TV)
L'enigmatico Guardiano del Tempo. Permette a Munto di attraversare un buco temporale per trovare Yumemi. A causa di ciò, nel secondo OAV il suo corpo inizia lentamente a marcire, perché così facendo ha trascurato il ruolo di Guardiano del Tempo durante la prima crisi, ma lo accetta e continua a combattere contro le forze opposte contro il Regno Magico.
Irita (イリタ?, Irita)
Doppiato da Ayano Sasaki (OAV), Maki Tsuchiya (TV)
Una piccola ragazza simile a un diavoletto, sempre in compagnia di Gass. Si prende cura di lui e lo tratta con il massimo rispetto e anche Gass sembra prendersi cura di Irita, lanciandosi nello spazio per prenderla quando sta cadendo.
Gntarl (グンタール?, Guntāru)
Doppiato da: Kōchi Kawashima (OAV), Norio Wakamoto (TV)
"Gntarl" è un'alterazione del nome tedesco "Gunther", che viene anche usato nei sottotitoli nel'OAV di Munto. Risponde agli Anziani dei Cieli ed è al comando degli eserciti uniti. Dirige gli attacchi contro il Regno Magico di Munto nel tentativo di prendere il controllo. Nel secondo OAV viene mostrato che aveva tenuto sotto stretto controllo Yumemi nel Mondo Inferiore e che anche lui cercava il suo potere.
Toche (トーチェ?, Touche)
Doppiato da: Mami Hamada (OAV), Megumi Matsumoto (TV)
Un giovane ragazzo sempre in compagnia di Ryuely, che vede come una figura materna. Ha grande rispetto per Munto.
Seven Heads
I leader di ogni Paese celeste. Riuniscono un esercito con Gntarl contro il Regno Magico.
Leica (ライカ?, Raika)
Doppiata da Sonoko Kawata (OAV), Fūko Saitō (TV)
Una generale di uno dei Paesi del mondo celeste. Fa la sua comparsa sia nel primo che nel secondo OAV; combatte ferocemente contro Gass mentre Munto è sulla Terra nel primo OAV, ma nel secondo sembra aver sviluppato rispetto per Gass e invece combatte con lui. Forte e determinata in quello che fa, Leica è un leader leale in battaglia e i suoi subordinati rispettano ed eseguono i suoi ordini.

## Distribuzione
Munto è un original anime video (OAV) giapponese composto da due episodi, pubblicati il 18 marzo 2003 e il 23 aprile 2005. Gli episodi sono diretti da Yoshiji Kigami e prodotti da Kyoto Animation. Mentre il primo episodio è intitolato semplicemente Munto, il secondo è intitolato Munto - Toki no kabe o koete (MUNTO 時の壁をこえて?). Gli OAV sono stati concessi in licenza da Central Park Media in Nord America e sono distribuiti da US Manga Corps.
Dal 14 gennaio 2009 è andata in onda su Chiba TV una serie televisiva anime, remake e sequel degli OAV, intitolata Sora o miageru shōjo no hitomi ni utsuru sekai, sempre diretta da Kigami e prodotta da Kyoto Animation. La colonna sonora è composta da Satoru Kōsaki, che ha lavorato al secondo OAV sotto lo pseudonimo di Shinji Ikeda mentre era impiegato alla Namco. La sigla di apertura, intitolata Anemoi (アネモイ?), è interpretata da Eufonius e la sigla finale, intitolata Hikari to yami to toki no hate (光と闇と時の果て?), è eseguita da Ceui. Il singolo Anemoi è uscito il 4 febbraio 2009 e il singolo Hikari to yami to toki no hate è stato pubblicato il 25 febbraio 2009.
Un film d'animazione intitolato Tenjōbito to akutobito saigo no tatakai (天上人とアクト人最後の戦い?) è uscito il 18 aprile 2009. La sigla del film, Yumemita sora (ユメミタソラ?), è cantata da Mai Aizawa, doppiatrice di Yumemi. Il singolo della sigla è stato pubblicato il 27 maggio 2009. Anche il film, come gli OAV e la serie TV, è diretto da Yoshiji Kigami e prodotto da Kyoto Animation.